# Minyaspis reducens
Minyaspis reducens is een rankpootkreeftensoort uit de familie van de Oxynaspididae. De wetenschappelijke naam van de soort is voor het eerst geldig gepubliceerd in 1982 door Foster.